# En=Trance
En=Trance — двадцатый студийный альбом немецкого композитора и музыканта Клауса Шульце, вышедший в 1988 году.

## Об альбоме
Диск вышел на двух виниловых пластинках LP: таким образом, каждая из четырёх композиций занимала одну сторону пластинки. Одновременно альбом был выпущен и на одном CD. Название альбома и его заглавного трека представляет собой игру слов: на французском языке «en transe» означает «быть в трансе (экстазе)», а на английском «entrance» обозначает: 1) вход, входная дверь (что стало мотивом для создания обложки альбома) и 2) очаровывать, приводить в восторг.
В названии композиции «α-Numerique» используется греческая буква «α» (альфа). Полностью название композиции произносится как «Alpha-Numerique».
Название композиции «Fm Delight» не имеет никакого отношения к FM-радио. Аббревиатурой Fm обозначается тональность фа минор, в которой написана композиция.
Композиция «Fm Delight» была исполнена и записана Клаусом Шульце за один приём в ночь его 40-летия (4 августа 1987). Эта же композиция стала наиболее известной в альбоме. На немецком радио WDR в программе, посвящённой электронной музыке, «Fm Delight» была выбрана лучшей композицией 1988 года.
Бонус-трек «Elvish Sequencer», присутствующий на переизданной в 2005 году версии альбома, представляет собой относительно короткую студийную запись 1975 года.

## Список композиций

### Оригинальное издание
1. «En=Trance» — 18:53
2. «α-Numerique» — 16:26
3. «Fm Delight» — 17:28
4. «Velvet System» — 17:47

### Переиздание 2005 года
1. «En=Trance» — 18:53
2. «α-Numerique» — 16:26
3. «Fm Delight» — 17:28
4. «Velvet System» — 17:47
5. «Elvish Sequencer» — 8:02 (бонус-трек)

## Инструменты
- Roland S 50
- Roland D 50
- Roland MKS 30
- Roland MKS 80
- Roland DDR
- Roland 505 Drums
- Roland MC 500
- Roland JX 10 P
- Korg DW 8000
- Korg DVP-1
- Yamaha DX 7 II
- Fairlight
- Akai Sampler